# ڟ
Le ṭāʾ trois points suscrits est une lettre de l'alphabet arabe qui est parfois utilisée dans l’écriture du chimwiini et du haoussa. Elle est composée d’un ṭāʾ ‹ ط › diacrité de trois points suscrits.

## Utilisation
En haoussa, ‹ ڟ › peut représenter une consonne affriquée alvéolaire sourde éjective [t͡sʼ].